# المسرح في أوكرانيا

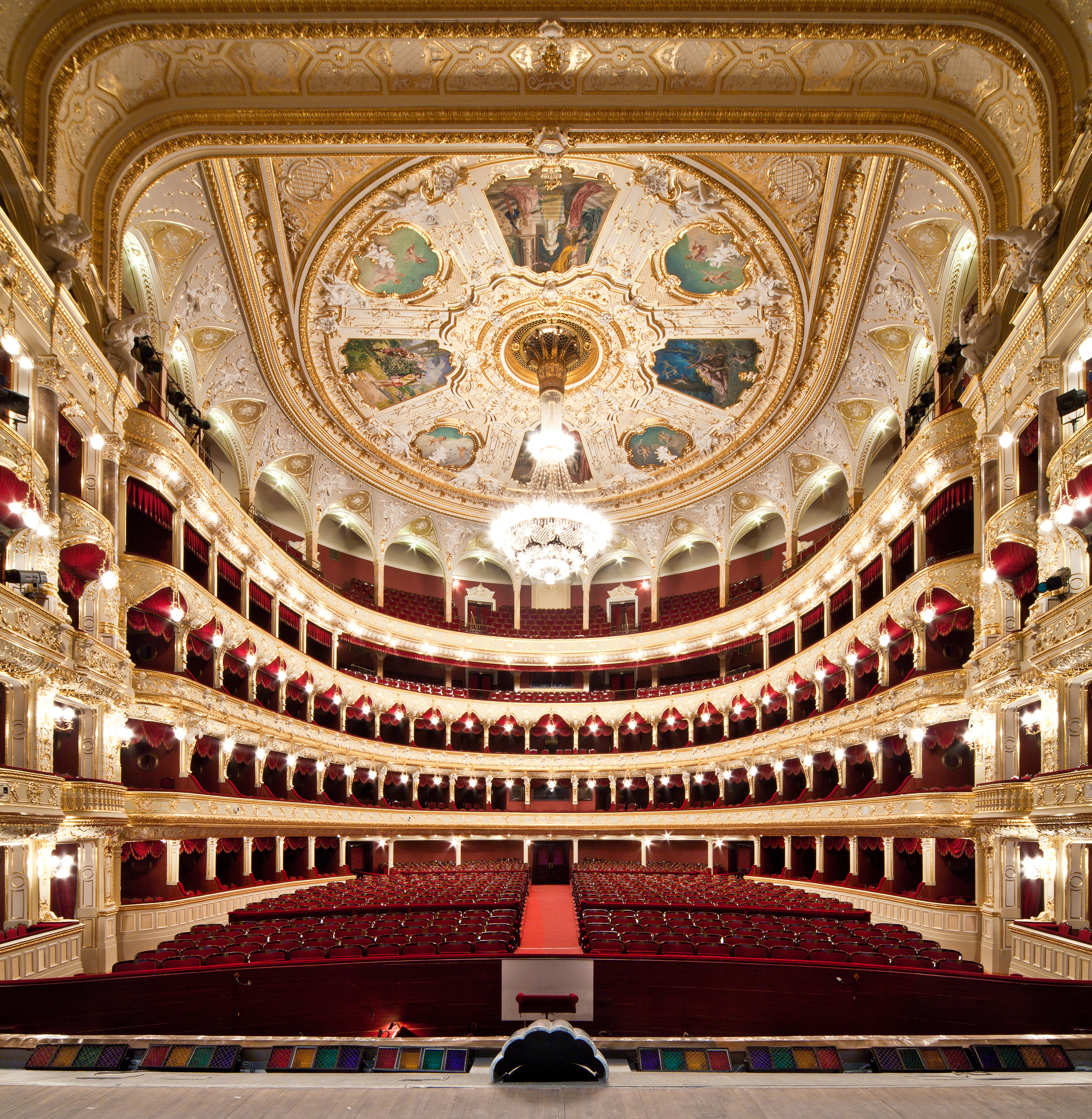
مسرح أوديسا للأوبرا والباليه.

المسرح في أوكرانيا (بالأوكرانية: Театральне мистецтво України)‏؛ وتُنطق تاترالني ميستاتسفو أوكراييني - الفنون المسرحية في أوكرانيا)، يُعد المسرح في أوكرانيا أحد أشكال الفنون الجميلة في أوكرانيا، حيث يُستخدم أيضًا كوسيلة للتعبير وتحديد مستوى التطور الثقافي في أوكرانيا، وكشكل من أشكال الفن، فهو تعبير فني عن الحياة من خلال أداء ممثل على خشبة المسرح أمام المتفرجين.
يقوم المسرح الأوكراني على عادات وتقاليد ولغة الثقافة الأوكرانية؛ لذلك يمكن اعتبار المسرح الأوكراني مسرحًا من نوع وطني. يمكن التعرف على الآثار الأولى للمسرح الأوكراني في أوائل القرن التاسع عشر.

## خلفية تاريخية

### السنوات المبكرة
يمكن إرجاع الأعمال المسرحية الأولى إلى القرن الحادي عشر عندما قدم في أراضي أوكرانيا فنانين معروفين في التاريخ باسم سكوموروخي (بالأوكرانية: скоморохи)‏. كانت هناك أعمال درامية دينية تستند إلى تقاليد الكنيسة المحلية، عُبر عن الإيمان المسيحي بشكل جيد في مسرح ما قبل المسيحية في أوكرانيا، حيث تم إثراؤه بعناصر ما قبل التاريخ من اعتزاز واحترام عميق للكائن الأعلى، كما تم التأكيد عليه في الألفية المسيحية الأوكرانية بمفهوم مسيحي فلسفي. بحلول القرنين السادس عشر والسابع عشر، أجريت الأعمال الدرامية الدينية في مدارس وجامعات كييف، ولفيف، وأوسترو. في القرنين السابع عشر والثامن عشر، أصبحت هناك احتفالات مشهورة جدًا في مسرح فيرتيب (بالأوكرانية: Вертеп)‏.
افتتِح أول مسرح ثابت في أوكرانيا (في خاركيف 1789) حيث أصبحت خاركيف منذ أوائل القرن التاسع عشر مركزًا مهمًا للنهضة الثقافية الأوكرانية، كما افتتِح مسرح في عام 1795 في لفيف التي كانت في ذلك الوقت جزءًا من الإمبراطورية النمساوية، وكان المسرح يقع في مجمع الكنيسة اليسوعية السابق ومجمع القديس المسيح ودير الفرنسيسكان (1460-1848)، ولم تُفتَح المسارح الثابتة في بقية أوكرانيا إلا في وقت لاحق، في حين أن الفرق المسرحية كانت موجودة بالفعل وأدت عروضها «على الطريق». في أوائل القرن التاسع عشر، بدأ ظهور المسارح في كييف (1806)، وأوديسا (1809)، وبولتافا (1808).

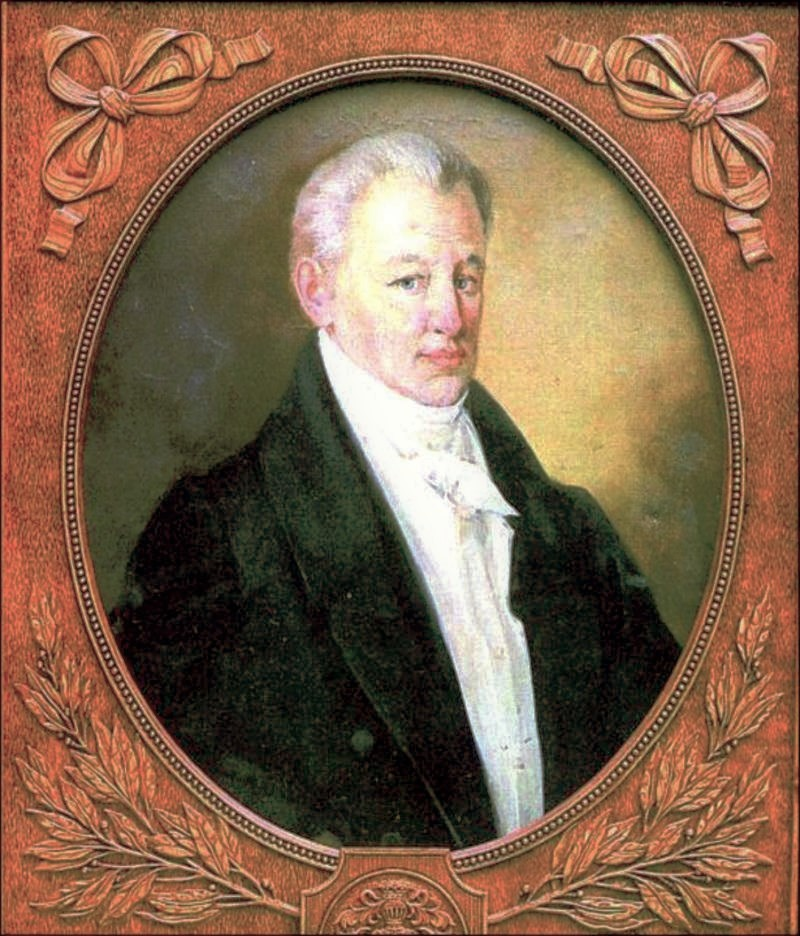
إيفان كوتلياريفسكي، من مؤسسي الأدب والمسرح الأوكراني.

يُعد رئيس مسرح بولتافا إيفان كوتلياريفسكي مؤسس الدراما الأوكرانية الكلاسيكية، كما يُعتبر هريهوري كفيتكا أوسنوفيانينكو مؤسس النثر الفني في الأدب الأوكراني الحديث. ما يميز أعمال هذين الاثنين عن الآخرين هو تعبيرهم في قصص التهريج المرتبط بالسحر والفكاهة، كانت قد وضعت أعمالهم تعريفاً للمسرح الأكاديمي في أوكرانيا.

### الفترة الحديثة

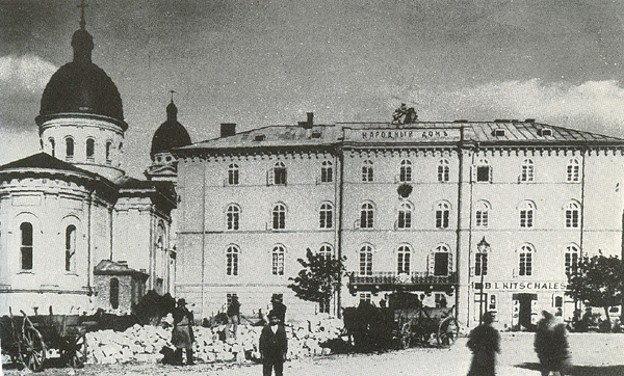
مبنى مسرح روسكا بيسيدا، لفيف. عام 1864.

في النصف الثاني من القرن التاسع عشر، أصبح مسرح الهواة في أوكرانيا مشهورًا، وفي دوائر الهواة هذه، بدأ ميخايلو ستاريتسكي وماركو كروبيفنيتسكي وإيفان كاربينكو-كاري مسيرتهم الفنية في المسرح الأوكراني. تطور المسرح الأوكراني بعد ذلك بسرعة هائلة، ترجع ميزة التطور السريع للمسرح إلى عائلة توبيليفيتشي الشهيرة، والتي غالبًا ما أدى أفرادها مسرحياتهم بشخصيات تحت أسماء (إيفان كاربينكو-كاريي، وميكولا سادوفسكي، وباناس ساكسانسكي). تم تحويل عقارهم الخاص الواقع بالقرب من كروبيفنيتسكي إلى موقع تذكاري وطني تاريخي. لم ينشئ كل منهم فرقته الخاصة فحسب، بل كان أيضًا ممثلًا ومخرجًا مشهورًا، كانت النجمة الرائدة في المسرح الأوكراني في ذلك الوقت ماريا زانكوفيتسكا. كان أول مسرح أوكراني محترف (1864 - 1924) هو مسرح روسكا بيسيدا في لفيف.
فبعد فترة وجيزة من إنشاء دولة أوكرانيا في كييف في عام 1918 تم إنشاء مسرح الدولة للدراما و«مسرح الشباب» (لاحقًا مسرح «بيريزيل») في ليز كورباس وهنات يورا. على خشبة المسرح ظهرت مجموعة من الممثلين الموهوبين، مثل: أمفروسي بوتشما، وماريان كروشلنيتسكي، وأوليمبيا دوبروفولسكا، وأوليكساندر سيرديوك، وناتاليا أوزفيي، ويوري شومسكي وغيرهم. وواصل المسرح الدرامي الحكومي تقاليد المدرسة الواقعية النفسية، في حين كان المسرح الشاب يروج للطليعية. مع إنشاء مسرح بيريزيل أصبح المسرح الأوكراني نوعاً من الأرض التجريبية. وليس من قبيل المصادفة أن نماذج من جمعية المسرح «بريزيل» فازت بميدالية ذهبية في المعرض الدولي للفنون الصناعية والزخرفية الحديثة في عام 1925 في باريس. وفي المسرح، قُدِمَت لأول مرة مسرحيات للكتّاب والمسرحيين الأوكرانيين المشهورين ميكولا كوليش وفولوديمير فينيتشينكو، وبفضل العبقري ليز كورباس؛ الذي جمع بين مواهب المخرج والممثل والمسرحي والمترجم للأدب العالمي، فقد تم تأدية أعمال ويليام شكسبير وهنريك إبسن وغرهارت هاوبتمان وفريدريك شيلر وموليير من جديد على الساحة الأوكرانية، كما تم تنظيم أعمال مجهولة للمتفرجين الأوكرانيين حتى ذلك الوقت بمسرحيات الدراما الأوروبية.

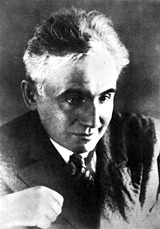
ليز كورباس، صورة أُخِذَت قبل عام 1933.

أخذت المكتبة المسرحية والمتحف والمجلة الأولى بدايتها من الجمعية الفنية «بريزيل». يلجأ الفنانون المعاصرون حتى يومنا هذا إلى عمليات البحث التجريبية عن ليز كورباس، والتي تم قمعها خلال الفترة الستالينية. في الوقت الحاضر في كييف، يُقام المهرجان المسرحي الدولي «بيريزيليا الفنية»؛ إحياءً لذكرى ليز كورباس.

## أصول الفن المسرحي الأوكراني
تعود الإشارات الأولى للعروض المسرحية على أراضي أوكرانيا إلى العقد الثاني من القرن السابع عشر، حيثُ تم إحضارهم من الغرب من قبل اليسوعيين، ولكن سرعان ما تم استيعابهم من قبل المدارس الأخوية، وغيرها من المدارس الأوكرانية، وتم استخدامهم على نطاق واسع، ولأمور أخرى، منها الدعاية اليسوعية، والدفاع عن الأرثوذكسية، ودفاعاً عن الشعب الأوكراني، وتُعتبر أقدم الأعمال المسرحية، والتي نجت نصوصها حتى يومنا هذا، مسرحية «يعقوب جافانتوفيتش» (1619م)، ومسرحية «إعلان يوم عيد الميلاد»، والتي تم تأديتها على شرف أسقف لفيف «إرميا تيساروفسكي» (تقريباً 1615م)، ويُعتبر أول إنتاج معروف للمسرح الأوكراني، مسرحيتين أوكرانيتين، تم عرضهما، أثناء مأساة الإحتلال البولندى، تكريماً لوفاة يوحنا المعمدان في 29 أغسطس 1619م، في معرض بالقرب من لفيف.
تعود أصول الفن المسرحي الأوكراني إلى عصور القديمة، وتجلى ذلك في الألعاب الشعبية والرقصات والأغاني والطقوس، في القرن الحادي عشر، ومن المعروف أن العروض المسرحية للمهرجين، في عصر «كييف روس»، وقد كانت هناك عناصر من المسرح خلال احتفالات الكنيسة، يتضح هذا من خلال اللوحات الجدارية لكاتدرائية «القديسة صوفيا» في «كييف» (القرن الحادي عشر)، كما اعتُبرت مدرسة «لفيف» للإخوان، وأكاديمية «أوسترو» مراكز مهمة لتطوير الدراما الدينية في ذلك الوقت، في القرنين 17 و 18 م، كما انتشرت مشاهد المهد على نطاق واسع، وهي مسارح عرائس متنقلة، كانت تؤدي مسرحيات عيد الميلاد والمناسبات الاجتماعية والمحلية.

## فن المسرح في أوكرانيا المستقلة
في ترانسكارباثيا، في ظل ظروف تدفق كبير للمثقفين من جمهورية أوكرانيا الشعبية الغربية وجمهورية أوكرانيا الشعبية بسبب فقدان الدولة، تم إنشاء المسرح الروسي، برئاسة ميكولا سادوفسكي، وخلال سنوات الاستقلال، ظهرت العديد من المسارح الجديدة في أوكرانيا، وتزايد الاهتمام بالمسرح الشعبي والمسرح في الشوارع، كما تم دمج الفن الدرامي الأوكراني بشكل متزايد في الفضاء الثقافي الأوروبي، ونال المخرج المسرحي " رومان فيكتيوك"، الذي أصبح عمله مساهمة كبيرة في جماليات المسرح العالمي في أواخر القرن العشرين، شهرة عالمية. المخرج الأوكراني الآخر، أندريه زهلاك ، مشهور خارج أوكرانيا. قام عدد من الممثلين الموهوبين في المسرح الأوكراني، "بوهدان ستوبكا"، "ناتاليا سومسكا"، "آدا روجوفتسيفا"، "أناتولي هوستيكوييف" وغيرهم، بدور البطولة بنجاح كبير في الأفلام المحلية والأجنبية، ويُقام حالياً عدد من المهرجانات المسرحية الدولية في أوكرانيا كل عام، والتي ذاعت شهرتها في أوروبا : " كييف ماي" في " كييف"، ومهرجان "الأسد الذهبى الأوكرانى"، مهرجان السلم "درابينا"(2008م) في " لفيف"، ومهرجان دراما يو أي في " لفيف" ، وأمسيات مسرح ترنوبل، والذى قدم مسرحية فيشورىvechori لأول مرة في ترنوبل ، و " ألعاب تشيرسونيز " في "سيفاستوبول"، " ميلبومين أوف تافريا " في "خيرسون" ، " لغز عيد الميلاد " في "لوتسك "، " إنترليالكا " في "أوزجورود" .
وقد أُقيم حفل موسيقى على مسرح «الشامية»، بدولة الكويت، وذلك ضمن «الأيام الثقافية الأوكرانية»، برعاية المجلس الوطنى للثقافة والفنون والآداب، وبحضور عدد من أعضاء السلك الدبلوماسى، وتم تقديم ملامح من الفن الأوكرانى، من خلال فقرات غنائية وإستعراضية متنوعة ومتميزة.

## تطور الأدب والمسرح الأوكراني
طور الفنان والشاعر الأوكرانى «تراس غريغوريفتش شفتشكو» اللغة الأوكرانية، وجعلها لغة أدبية، وقدم العديد من القصائد الوطنية، وكانت قصائده قريبة من الأغنية الشعبية، وتميزت بموسيقاها الرائعة، القريبة من لغة الحياة اليومية، وبذلك أسهم «شفتشكو» في تطور الأدب الأوكرانى، كما يُعد «غريغوري فيودرفيتش كفيتكا» (1778- 1843م)، وله العديد من الروايات الواقعية منها: «مارى»، و«أوكسانا المنحوسة»، كما كتب «يفغيني غريبيونكا»، مجموعته القصصية، «حكايات أوكرانية» في عام (1834م)، وقدمت الروائية «ماركو فوفْتشوك»، روايتها القصيرة، «الطالبة الجامعية» في عام (1860م)، قدم «إيفان سميونفيتش ليفيتسكي» (1838- 1918م)، العديد من الروايات الواقعية منها: «عائلة كيداشيف» في (1878م)، ومن الكُتاب المسرحيين: «مارك كروبيْفنيتْسكي» (1840- 1910م)، والكاتب الساخر «إيفان توبيلوفيتش» (1845-1907م)، وقدم الكاتب الموسوعى الموهوب «إيفان باكوفليفيتش فرانكو» (1856- 1916م)، العديد من الدواويين الشعرية، وقدم أيضاً رواية «يوريسواف الضاحك»، ومجموعته القصصية «الأفعى العاصرة»، ومسرحية «السعادة المسروقة»، وملحمة «موسى»، ومن أهم الأدباء الأوكرانيون ميخايلو كوتسيوبينسكي (1864- 1913م)، وبعد ثورة عام 1905م في روسيا، تطور الأدب الأوكرانى وازدهر أيما ازدهار، وكتب الروائى «كوتسيوبنسكي»، العديد من الروايات، منها: «السراب» بجزئيها الأول والثانى، ورواية «أشباح الأسلاف المنسيين» (1912م)، وقدمت «ليسا أوكرايينكا» (1871- 1913م)، ديوان «الربيع في مصر»، وقصيدتها الطويلة «نقش في الآثار»، كما قدمت مسرحية «المحامي مارتيانوس» (1913م)، ومسرحية «كساندرا» (1908م)، وبعد الثورة الشيوعية (1917 م)، بدأت حقبة جديدة، من أهم شعرائها: «مكسيم ريلسكي» (1895- 1964م)، «فلاديمير سوسيورا» (1898- 1965م)، «ميخايلو سيمنكو» (1892- 1939م)، ميكولا باجان (1904- 1983)، إيفان دراتش (1936م)، «بافل تيتشينا»، صاحب ديوان «مزامير الشمس» (1918م)، وديوان «الفولاذ والرقة» (1941م)، ومن كُتاب المسرح: «ميكولا كوليش» (1892- 1962م)، «إيفان كوتشرغا» (1881- 1952م)، «ألكسندر كورنيتشوك» (1905- 1972م)، كما برز الروائى «أوليس هونشار» (1918م)، وفي 1991م، استقلت أوكرانيا، مما كان له عظيم الأثر على الأدب الأوكرانى.

## الطباعة ودورها في تطور الأدب الأوكراني
بعد إختراع تقنية الطباعة، تأسست أكثر من 19 دار للطباعة، وظهرت أول جريدة أوكرانية عام 1776م، وشهد الأدب الأوكرانى نهضة كبيرة في القرنين 16م، 17م، حيثُ نُقلت لنا المئات من المدونات التاريخية المكتوبة باللغة الأوكرانية، وتم نشر ديوان للشاعر «تاراس تشيفشينكو» في عام 1840م، ومن أهم أدباء القرن 19م: «إيفان فرانكو»، «ليسيا أوكرائنكا»، «ميخايلو كوسوبينسكيو»، «إيفان نيتشوي ليفيتسكي»، «بافلو جرابوفسكي»، وفي القرن 20م: «فلاديمير فينيتشينكو»، «بافلو تيشينا»، «أوستاب ويشنيا»، «فلاديمير سوسورا»، «فاسيل ستوس»، «أوليس هونتشار»، «لينا كوستينكو»، «اولگا تيليها»، «إيفان باهراني»، «يوري لوبا»، وبعد استقلال أوكرانيا الآن، أصبح من السهل الاطلاع على التراث الأدبي الأوكراني.

## كُتب تناولت الدراما والمسرح الأوكرانية

### تاريخ الدراما الأوكرانية
الكتاب من تأليف الناقد والمترجم الأوكراني إيفان ستيشينكو، ويتكون الكتاب من خمسة فصول، وهو أول تاريخ مصور عن المسرح الأوكرانى، يُناقش قضايا تاريخية، تطور فن المسرح، والطقوس الشعبية اللاتينية -السلافية، والطقوس الشعبية اللاتينية -الألمانية، الدراما ونشر المسيحية بأوكرانيا، كما يتناول الكتاب: تحليل لأعمال الشاعر والكاتب الساخر ثيوفانيس بروكوبوفيتش.

### المسرح والدراما: مجموعة من المقالات النقدية عن المسرح والأدب الدرامي
هي مجموعة من أهم مقالات الكاتب ميكولا كيندراتوفيتش فوروني (1871–1938)، عن فن المسرح والأدب المسرحي، وعمل الممثلين والمخرجين وطبيعة الجمهور، وما هي الطرق، التي قد تُساهم في تطور المسرح مستقبلاً.

### الحكمة الأبدية.. مسرحية مدرسية
مأخوذ عن مسرحية يسوعية مدرسية تُسمى «الحكمة الأبدية» (1703)، طُبِع الكتاب عام 1912، كتبه الباحث فولوديمير إيفانوفيتش ريزانوف (1867–1936م)، والذى أضاف إليه، وصفاً مختصراً للحبكة الدرامية، مع نقد وتحليل للشخصيات، ومقارنة مع مسرحيات يسوعية أخرى، ومدى تأثرها بالكتاب المقدس.

## المسارح
هناك مجموعتان رئيسيتان من المسارح في أوكرانيا: مسارح الموسيقى والدراما ومسارح الأوبرا والباليه، وإلى جانب تلك المسارح توجد أيضًا مسارح للأوبريتا ومسارح الدمى وغيرها. تم الاعتراف بنحو عشرة مسارح كمسارح وطنية. في الوقت الحالي، هناك أكثر من 120 مسرحاً (ممول من الدولة ومستقل)، ويبلغ عدد المشاهدين حوالي 5.6 مليون شخص سنوياً.

## وصلات خارجية
- وزارة الخارجية الأوكرانية
- دميترو أنتونوفيتش. مسرح أوكراني

### موقع المسارح الأوكرانية على الإنترنت
- عالم المسرح الأوكراني
- teatre.com.ua
- teatral.org.ua
- مجلة «مسرح-السينما»